# アサシン クリード (映画)
『アサシン クリード』（原題: Assassin's Creed）は、2016年公開のアメリカ合衆国の映画。ユービーアイソフトのゲームソフト『アサシン クリード』を原案とした、SFアクション映画である。日本では2017年に公開された。

## ストーリー
主人公・カラムは幼少時に、アサシンの装束をまとった父親に母親を殺されるという悲惨な経験をし、その十数年後に殺人を犯し刑務所に収監、死刑が執行される。
死んだはずのカラムが目を覚ましたのは、複合企業・アブスターゴ社がスペインで運営する矯正施設の医務室だった。
ソフィア・リッキン博士と名乗る女性は、人の暴力性を無くすことで平和な世の中を作るため「エデンの果実」が必要で、その入手にはカラムの力が必要だという。
カラムは「アニムス」と呼ばれる、遺伝子記憶の再現装置に接続され、15世紀・ルネッサンス期のスペインを生きるアサシン・アギラールの半生を追体験することになる。
アニムスを通じてアギラールの記憶を見ていく中で、アニムスによるアギラールの記憶の流入に悩まされつつも、アブスターゴ社を運営し、アサシン教団と対立するテンプル騎士団の真の目的、エデンの果実がもつ本当の力、父はなぜ母を殺害したのかといった謎が紐解かれていく…。

## キャスト
※括弧内は日本語吹替
- カラム・リンチ / アギラール・デ・ネルハ - マイケル・ファスベンダー（斎藤工[6]）
- ソフィア・リッキン博士 - マリオン・コティヤール（林真里花）
- アラン・リッキン - ジェレミー・アイアンズ（有本欽隆）
- ジョセフ・リンチ - ブレンダン・グリーソン（堀越富三郎）
- エレン・ケイ - シャーロット・ランプリング（佐藤しのぶ）
- ムサ - マイケル・ケネス・ウィリアムズ（江川央生）
- マクゴーウェン - ドゥニ・メノーシェ
- マリア - アリアーヌ・ラベド（英語版）
- サルタン・ムハンマド12世 - ハリド・アブダラ（英語版）
- メアリー・リンチ - エッシー・デイヴィス（深見梨加）
- エミール - マティアス・ヴァレラ（英語版）
- ネイサン - カラム・ターナー
- ベネディクト - カルロス・バルデム（英語版）
- トマス・デ・トルケマダ - ハビエル・グティエレス
- オヘダ - ホヴィク・ケウチケリアン
- リン - ミシェル・H・リン
- 若い頃のジョセフ - ブライアン・グリーソン（英語版）
- 日本語吹替版ナレーター - 東地宏樹
- その他の日本語吹き替え - 遠藤純一/中川慶一/中村章吾/吉田麻美/橘潤二/竹内栄治/藤翔平/菊地達弘/櫻庭有紗/徳石勝大/佐々木啓夫/竹内夕己美